# Cédric Burdet
Cédric Burdet (ur. 15 listopada 1974 roku w Belley), francuski piłkarz ręczny, reprezentant kraju; występuje jako rozgrywający. W reprezentacji zadebiutował w 1997 roku.
Podczas Igrzysk Olimpijskich 2008 w Pekinie wraz z reprezentacją zdobył złoty medal. Karierę sportową zakończył w 2010 r.

## Sukcesy

### reprezentacyjne
- 2003:  mistrzostw Świata (Portugalia)
- 2005:  mistrzostw Świata (Tunezja)
- 2008:  Igrzysk Olimpijskich (Pekin)

### klubowe
- 1998, 1999, 2000, 2002, 2003, 2008, 2009:  mistrzostwo Francji
- 1999, 2000, 2001, 2002, 2003, 2008, 2009:  Puchar Francji
- 2007, 2008:  Puchar Ligi Francuskiej
- 2003:  zwycięstwo w Lidze Mistrzów EHF

## Odznaczenia
- Kawaler Legii Honorowej[1].